# NGC 1642
NGC 1642 is een spiraalvormig sterrenstelsel in het sterrenbeeld Stier. Het hemelobject werd op 29 december 1861 ontdekt door de Duits-Deense astronoom Heinrich Louis d'Arrest.

## Synoniemen
- PGC 15867
- UGC 3140
- MCG 0-12-72
- ZWG 393.73
- IRAS 04403+0031